# اچ‌ام‌اس امپراتور هند
اچ‌ام‌اس امپراتور هند (به انگلیسی: HMS Emperor of India) یک کشتی بود که طول آن ۶۲۲ فوت ۹ اینچ (۱۸۹٫۸ متر) بود. این کشتی در سال ۱۹۱۳ ساخته شد.